# Friedrich Gercke
Johann Friedrich Gercke (* 22. August 1756 in Rhoden; † 8. November 1831 ebenda) war ein deutscher Bürgermeister und Politiker.

## Leben
Gercke war der Sohn von Heinrich Christian Gercke (* 16. Dezember 1725 in Rhoden; † 28. September 1812 ebenda) und dessen Ehefrau Marie Elisabeth geborene Thomas (* 27. Dezember 1726 in Rhoden; † 6. November 1800 ebenda). Er war evangelisch und heiratete am 8. Mai 1781 in Rhoden Susanne Catharine Schultze (* 29. September 1758 in Rhoden), die Tochter des Johann Otto Schulze und der Johanne Catharine Elisabeth.
Gercke wurde 1781 als Oberkämmerer genannt und war mindestens 1814 Bürgermeister der Stadt Rhoden. Als solcher war er vom 15. Februar 1814 bis 1815/16 Mitglied des Landstandes des Fürstentums Waldeck.